# Ксина
Ксина̀ (на гръцки: Ξυνά) е село в Егейска Македония, Гърция, в дем Касандра в административна област Централна Македония. Ксина е разположено на най-южния край на полуостров Касандра - най-западният ръкав на Халкидическия полуостров, на километър западно от Агиос Николаос и на практика е негова махала. Има население от 17 души (2001).